# Елен Генрієта Сволоу Річардс
Елен Генрієта Сволоу, у шлюбі Річардс (англ. Ellen Henrietta Swallow Richards, 3 грудня 1842 — 30 березня 1911) — американська хімік, еколог, викладачка, феміністка, новаторка домоводства та письменниця. Заснувала «економічний фемінізм», довівши, що хатня робота жінок — вкрай важливий аспект економіки. Відстоювала та підтримувала жіночу освіту. Через її інтерес до довкілля в 1892 році в англійській мові з'являється слово «екологія».
Перша жінка, прийнята в Массачусетський технологічний інститут, перша жінка-викладачка, перша американка, прийнята в технічний навчальний заклад і перша американка, яка здобула науковий ступінь з хімії. Включена до Національної зали слави жінок.

## Життя й робота
Народилася в Данстеблі, Массачусетс, в сім'ї Фанні Тейлор і Пітера Сволоу (представники старовинних родів, вони були небагаті, але високо цінували роль освіти). закінчила Вестфордську академію (друга в історії середня школа Массачусетсу). 
Елен Сволоу протягом кількох років працювала вчителькою, гувернанткою і покоївкою, щоб накопичити грошей для вступу в коледж Вассара (1868), через два роки навчання в якому здобула ступінь бакалавра. Не знайшовши після закінчення коледжу відповідного місця роботи в якості хіміка-технолога, вступила до Массачусетського технологічного інституту, щоб продовжити освіту. Як зазначається в протоколі зустрічі представників адміністрації МТІ від 14 грудня 1870 року, «зрозуміло, її вступ не створює прецеденту для вступу інших жінок». Три роки по тому Сволоу здобула ступінь бакалавра МТІ і ступінь магістра наук коледжу Вассара за хімічний аналіз залізної руди. Вона продовжила навчання в Массачусетському технологічному інституті й здобула б докторський ступінь, але МТІ відмовився надати таку честь жінці і дотримувався цієї політики до 1886-го року.
У 1875 Елен Сволоу одружилася з Робертом Х. Річардсом, завідувачем кафедри гірничої справи в МТІ. З його допомогою вона продовжила співпрацю з МТІ, працюючи на добровільних засадах і жертвуючи 1000 доларів щорічно на створення програм для дівчат-студенток. У січні 1876 року вона почала викладати в першій американській школі заочного навчання — Товаристві заохочення домашньої освіти. У тому ж 1876 році, за наполяганням Асоціації жіночої освіти Бостона, в МТІ створили лабораторію для жінок, де в 1879 році Річардс почала працювати асистенткою (без оплати праці) під керівництвом професора Джона М. Ордвей в області хімічного аналізу, промислової хімії, мінералогії та прикладної біології. У 1883 році МТІ почав приймати в студенти жінок і присуджувати їм наукові ступені, тому лабораторію закрили.
З 1884 і до самої смерті Елен Річардс керувала відкритою незадовго до цього лабораторією санітарної хімії, очолюваною її колишнім професором Вільямом Р. Николсом, на дослідній станції Лоуренса — першій у США. У 1887 лабораторія, якою тоді керував Томас Месинджер Дроун, проводила під керівництвом Елен Річардс дослідження якості води в Массачусетсі для Массачусетського державного департаменту охорони здоров'я, для чого необхідно було обробити понад 20 000 зразків, — це було перше подібне дослідження в Америці. Дослідження Річардс допомогли виявити причини забруднення водойм і помилки в очищенні стічних вод. В результаті в штаті Массачусетс були введені перші в США стандарти якості води, а місто Лоуелл отримало перші установки для очищення стічних вод. З 1872 по 1875 Річардс була експерткою Массачусетського державного департаменту охорони здоров'я, а з 1887 по 1897 — офіційною аналітикинею штату з питань водних ресурсів. Також вона консультувала Компанію взаємного страхування фабрик від пожеж, а в 1900 році в співавторстві з А. Г. Вудман написала книгу «Повітря, вода і їжа з точки зору санітарії». Саме через її інтерес до довкілля в 1892 році в англійській мові з'являється слово «екологія», яке в німецькій позначало «господарювання в сфері природи».
Також Елен Річардс цікавилася застосуванням наукових принципів у питаннях побуту — харчування, одягу, фізичних вправ, санітарії та ефективного ведення домашнього господарства. «Можливо, тому, що я не дотримуюся радикальних поглядів і не нехтую жіночими обов'язками, а вважаю за честь прибирати, стежити за житлом, шити одяг, я здобуваю сильніших союзників, ніж інші», — писала вона своїм батькам. Вона опублікувала книгу "Хімія готування і прибирання. Керівництво для домогосподарок "(1881), проєктувала і демонструвала зразки кухонь, розробляла навчальні програми та організовувала конференції. У 1908 році вона стала першою президентом Американської асоціації домоводства. На цю тему вона написала такі книги й статті — «Поживні речовини і їх фальсифікати» (1886), «Розмови про санітарію», «Хімія готування і прибирання», «Ціна життя» (1899), «Повітря, вода і їжа» (1900), «Ціна їжі», «Ціна притулку», «Мистецтво правильного життя», «Ціна чистоти», «Санітарія в повсякденному житті» (1907) і «Евтеніка — наука управління довкіллям» (1910). Деякі з цих робіт витримали кілька видань.
28 листопада 1881 року Річардс і Маріон Телбот (випускниця університету Бостона 1880 року) запросили 15 жінок, які закінчили жіночий коледж, на збори в будинок Телбот в Бостоні, Массачусетс, і, таким чином, стали «матерями-засновницями» Американської асоціації викладачок університетів. Група намагалася створити організацію, яка буде об'єднувати випускниць коледжу, щоб відкрити двері до вищої освіти іншим жінкам і знайти ширші можливості для їх навчання. Асоціація (нині відома як Американська асоціація жінок з вищою освітою) стала одним з найважливіших державних захисниць освіти і рівності для всіх жінок і дівчат і утримує лідируючі позиції на цьому терені протягом вже 125 років. Нині Асоціація охоплює понад 100 000 членкинь, 1 300 відділень та співпрацює з 500 коледжами та університетами по всьому світу.
Елен Річардс багато років перебувала в раді піклувальників коледжу Вассара, і в 1910 була вшанована ступенем почесного доктора наук. 
Померла в 1911 році у своєму будинку в Ямайка-Плейн, Массачусетс, який отримав статус Національної історичної пам'ятки. МІТ назвав на її честь приміщення в головній будівлі, яке використовували дівчата-студентки, а в 1973, з нагоди столітнього ювілею закінчення нею університету, заснував іменну професорську посаду, яку займають викладачки.
У 2011 році Елен Річардс стала восьмою в списку 150 випускників МІТ і їх задумів, які зробили найбільший внесок у розвиток науки.

## Публікації
- Річардс, Елен «Перші уроки з харчування і дієті», 1904
- «Ціна притулку», 1905
- «Їжа і питво», 1906 (?)
- «Ефективний працівник», 1908
- «Здоров'я у виправно-трудових таборах», 1908
- «Тонізуючі й стимулятори», 1908 (1909?)
- «Повітря, вода і їжа з точки зору санітарії», 1914
- «Евтеніка — наука управління навколишнім середовищем: вимога поліпшення умов як перший крок до вищої людської продуктивності (Охорона здоров'я в Америці)»
- Зібрання творів Елен Г. Сволоу Річардс в 5 томах, під редакцією Кадзуко Суміди, 2007